# 斯科皮托
斯科皮托（義大利語：Scoppito），是意大利阿奎拉省的一个市镇。总面积53.02平方公里，人口3173人，人口密度59.8人/平方公里（2009年）。ISTAT代码为066095。